# Robert Verbeek
Robert Verbeek (* 26. Juli 1961) ist ein ehemaliger niederländischer Fußballspieler und -trainer.

## Karriere
Verbeek begann seine Karriere 1978 beim Erstligisten Sparta Rotterdam. 1980 und 1982 erreichte er mit dem Verein das Halbfinale des KNVB-Pokal. 1985 beendete er seine Karriere als Fußballspieler.
Von 1996 bis 2000 war er der Trainer des Eerste Divisie Vereins FC Dordrecht. Danach trainierte er bei FC Türkiyemspor, al-Jazira Club und al Shabab (Vereinigte Arabische Emirate). Im 2004 wurde er Trainer von FC Dordrecht. Danach spielte er beim japanischen Ōmiya Ardija.